# Markus Strömbergsson
Markus Strömbergsson (nascut el 26 d'abril de 1975) és un àrbitre de futbol suec. Va ser àrbitre internacional absolut de la FIFA entre 2006 i 2012. Es va convertir en àrbitre professional l'any 1996 i és àrbitre de l'Allsvenskan des de 2003. Strömbergsson ha arbitrat 147 partits a l'Allsvenskan, 63 partits a la Superettan i 47 partits internacionals a partir del 2013. És el germà de Martin Strömbergsson.